# Jean-Louis Bertuccelli
Jean-Louis Bertuccelli (3. června 1942 – 6. března 2014) byl francouzský filmový režisér. Narodil se v Paříži a studoval na hudební konzervatoři v Nice. V roce 1971 natočil film Paulina 1880, což je zfilmovaný román spisovatele Pierra Jean Jouvea. Později natočil řadu dalších filmů, jako jsou například Docteur Françoise Gailland (1975), Nejcennější co mám (1976) nebo Aujourd'hui peut-être... (1991). Jeho dcera Julie Bertuccelli je rovněž režisérka. Zemřel v roce 2014 ve věku jedenasedmdesáti let.